# NEVER Openweight Championship
Le NEVER Openweight Championship est un championnat de catch utilisé par la New Japan Pro Wrestling. Il fut introduit le 15 mai 2011, où Masato Tanaka a battu Karl Anderson en finale d'un tournoi pour couronner un nouveau champion NEVER.
Le titre est aujourd'hui détenu par Boltin Oleg (en).

## Histoire du titre

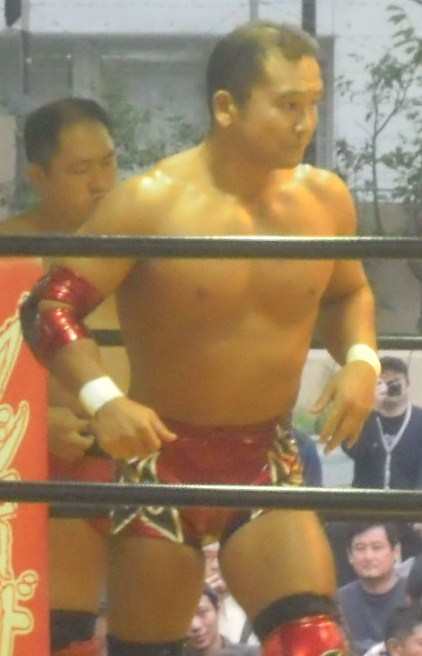
Masato Tanaka.

En 2010, la New Japan Pro Wrestling décide de créer une série d'évènements de catch appelés NEVER, qui signifient "New blood", "Evolution", "Valiantly", "Eternal", et "Radical". Cette division a pour objectif de mettre en valeur de jeunes catcheurs. En novembre 2012, un tournoi est lancé pour couronner le premier champion poids-libre NEVER,. Seize catcheurs participent au tournoi ; plusieurs d'entre eux sont des agents libres n'ayant pas de contrat avec la New Japan Pro Wrestling ou des catcheurs luttant pour le compte de la Pro Wrestling Zero1. Le 20 novembre, lors du dernier show NEVER, Masato Tanaka bat Karl Anderson et devient le premier champion poids-libre NEVER. Tetsuya Naito est le second champion après avoir battu Tanaka en septembre 2013. Tomohiro Ishii est l'homme qui a détenu le plus de fois ce titre, notamment grâce à sa victoire sur Togi Makabe le 12 octobre 2015, faisant de lui un quadruple champion NEVER.

## Historique des règnes
Au 15 juin 2025.
| #  | Champion,          | Règne | Date              | Jours     | Lieu                             | Événement                                                 | Notes |
| -- | ------------------ | ----- | ----------------- | --------- | -------------------------------- | --------------------------------------------------------- | --- |
| 1  | Masato Tanaka      | 1     | 19 novembre 2012  | 341 jours | Tokyo, Kantō                     | Shodai NEVER Musabetsu Kyu Oza Kettei Tournament Final    | Masato Tanaka défait Karl Anderson pour devenir le 1er NEVER Openweight Champion.                           |
| 2  | Tetsuya Naitō      | 1     | 29 septembre 2013 | 135 jours | Kobe, Kansai                     | Destruction 2013                                          | [ 9 ] |
| 3  | Tomohiro Ishii     | 1     | 11 février 2014   | 138 jours | Osaka, Kansai                    | The New Beginning in Osaka                                | |
| 4  | Yujiro Takahashi   | 1     | 29 juin 2014      | 106 jours | Tokyo, Kantō                     | Kizuna Road 2014                                          | |
| 5  | Tomohiro Ishii     | 2     | 13 octobre 2014   | 83 jours  | Tokyo, Kantō                     | King of Pro Wrestling 2014                                | |
| 6  | Togi Makabe        | 1     | 4 janvier 2015    | 41 jours  | Tokyo, Kantō                     | Wrestle Kingdom 9 in Tokyo Dome                           | |
| _  | Vacant             | 1     | 14 février 2015   | _         | _                                | _                                                         | Le titre est devenu vacant en raison d'une grippe de Togi Makabe, ne pouvant plus alors défendre son titre. |
| 7  | Tomohiro Ishii     | 3     | 14 février 2015   | 74 jours  | Sendai, Tōhoku                   | The New Beginning in Sendai                               | Bat Tomoaki Honma pour le titre vacant.                                                                     |
| 8  | Togi Makabe        | 2     | 29 avril 2015     | 166 jours | Mashiki, Kyushu                  | Wrestling Hi no Kuni                                      | [ 11 ] |
| 9  | Tomohiro Ishii     | 4     | 12 octobre 2015   | 84 jours  | Tokyo, Kantō                     | King of Pro Wrestling 2015                                | [ 12 ] |
| 10 | Katsuyori Shibata  | 1     | 4 janvier 2016    | 120 jours | Tokyo, Kantō                     | Wrestle Kingdom 10                                        | [ 13 ] |
| 11 | Yūji Nagata        | 1     | 3 mai 2016        | 47 jours  | Fukuoka, Kyūshū                  | Wrestling Dontaku 2016                                    | |
| 12 | Katsuyori Shibata  | 2     | 19 juin 2016      | 139 jours | Osaka, Japon                     | Dominion 6.19                                             | |
| 13 | Evil               | 1     | 5 novembre 2016   | 10 jours  | Osaka, Japon                     | NJPW Power Struggle                                       | |
| 14 | Katsuyori Shibata  | 3     | 15 novembre 2016  | 50 jours  | Singapour                        | Wrestling World 2016 in Singapore                         | |
| 15 | Hirooki Gotō       | 1     | 4 janvier 2017    | 113 jours | Tokyo, Japon                     | Wrestle Kingdom 11                                        | [ 14 ] |
| 16 | Minoru Suzuki      | 1     | 27 avril 2017     | 252 jours | Hiroshima, Japon                 | Road to Wrestling Dontaku 2017: Aki no Kuni Sengoku Emaki | [ 15 ] |
| 17 | Hirooki Gotō       | 2     | 4 janvier 2018    | 156 jours | Tokyo, Japon                     | Wrestle Kingdom 12                                        | Dans un Hair vs Hair match                                                                                  |
| 18 | Michael Elgin      | 1     | 9 juin 2018       | 8 jours   | Osaka, Japon                     | Dominion 6.9                                              | C'était un 3-Way Match qui incluait également Taichi.                                                       |
| 19 | Hirooki Gotō       | 3     | 17 juin 2018      | 92 jours  | Tokyo, Japon                     | Kizuna Road 2018                                          | . |
| 20 | Taichi             | 1     | 17 septembre 2018 | 47 jours  | Beppu, Japon                     | Destruction in Beppu                                      | |
| 21 | Hirooki Gotō       | 4     | 3 novembre 2018   | 36 jours  | Osaka, Japon                     | Power Struggle                                            | |
| 22 | Kōta Ibushi        | 1     | 9 décembre 2018   | 26 jours  | Iwate, Japon                     | World Tag League 2018 - Day 17                            | |
| 23 | Will Ospreay       | 1     | 4 janvier 2019    | 92 jours  | Tokyo, Japon                     | WrestleKingdom 13                                         | . |
| 24 | Jeff Cobb          | 1     | 6 avril 2019      | 27 jours  | New York City, États-Unis        | G1 Supercard                                              | Le ROH World Television Championship de Cobb était également en jeu.                                        |
| 25 | Taichi             | 2     | 3 mai 2019        | 37 jours  | Fukuoka, Japon                   | Wrestling Dontaku 2019                                    | . |
| 26 | Tomohiro Ishii     | 5     | 9 juin 2019       | 83 jours  | Osaka, Japon                     | Dominion 6.9 in Osaka-jo Hall                             | . |
| 27 | KENTA              | 1     | 31 août 2019      | 127 jours | Londres, Angleterre              | Royal Quest                                               | . |
| 28 | Hirooki Gotō       | 5     | 5 janvier 2020    | 27 jours  | Tokyo, Japon                     | Wrestle Kingdom 14 in Tokyo Dome - Night 2                | . |
| 29 | Shingo Takagi      | 1     | 1er février 2020  | 210 jours | Sapporo, Japon                   | The New Beginning In Sapporo 2020 - Tag 1                 | . |
| 30 | Minoru Suzuki      | 2     | 29 août 2020      | 70 jours  | Tokyo, Japon                     | Summer Struggle in Jingu                                  | ,. |
| 31 | Shingo Takagi      | 2     | 7 novembre 2020   | 84 jours  | Osaka, Japon                     | Power Struggle 2020                                       | ,. |
| 32 | Hiroshi Tanahashi  | 1     | 30 janvier 2021   | 93 jours  | Nagoya, Japon                    | The New Beginning in Nagoya                               | ,. |
| 33 | Jay White          | 1     | 3 mai 2021        | 194 jours | Fukuoka, Japon                   | Wrestling Dontaku 2021                                    | . |
| 34 | Tomohiro Ishii     | 6     | 13 novembre 2021  | 52 jours  | San Jose, Californie, États-Unis | Battle in the Valley                                      | Si Ishii perdait, il ne pouvait plus jamais avoir de match pour le titre.                                   |
| 35 | Evil               | 2     | 4 janvier 2022    | 117 jours | Tokyo, Japon                     | Wrestle Kingdom 16 - Tag 1                                | . |
| 36 | Tama Tonga         | 1     | 1er mai 2022      | 42 jours  | Fukuoka, Japon                   | Wrestling Dontaku 2022                                    | . |
| 37 | Karl Anderson      | 1     | 12 juin 2022      | 206 jours | Osaka, Japon                     | Dominion 6.12                                             | ,. |
| 38 | Tama Tonga         | 2     | 4 janvier 2023    | 119 jours | Tokyo, Japon                     | Wrestle Kingdom 17                                        | |
| 39 | David Finlay       | 1     | 3 mai 2023        | 159 jours | Tokyo, Japon                     | Wrestling Dontaku 2023                                    | |
| 40 | Tama Tonga         | 3     | 9 octobre 2023    | 19 jours  | Tokyo, Japon                     | NJPW Destruction in Ryogoku 2023                          | [ 38 ] |
| 41 | Shingo Takagi      | 3     | 28 octobre 2023   | 68 jours  | Las Vegas                        | Fighting Spirit Unleashed                                 | [ 39 ] |
| 42 | Tama Tonga         | 4     | 4 janvier 2024    | 16 jours  | Tokyo, Japon                     | Wrestle Kingdom 18                                        | [ 40 ] |
| 43 | Evil               | 3     | 20 janvier 2024   | 77 jours  | Nagoya                           | The New Beginning In Nagoya                               | Dans un Lumberjack match                                                                                    |
| 44 | Shingo Takagi      | 4     | 6 avril 2024      | 71 jours  | Tokyo, Japon                     | Sakura Genesis                                            | [ 42 ] |
| 45 | Henare             | 1     | 16 juin 2024      | 105 jours | Sapporo                          | New Japan Soul                                            | [ 43 ] |
| 46 | Shingo Takagi      | 5     | 29 septembre 2024 | 97 jours  | Kobe                             | Destruction In Kobe                                       | [ 44 ] |
| 47 | Kōnosuke Takeshita | 1     | 4 janvier 2025    | 162 jours | Tokyo                            | Wrestle Kingdom 19                                        | Dans un match où le championnat international de l'AEW de Takeshita était également en jeu.                 |
| 48 | Boltin Oleg (en)   | 1     | 15 juin 2025      | 0 jour    | Osaka                            | Dominion                                                  | [ 46 ] |

## Règnes combinés

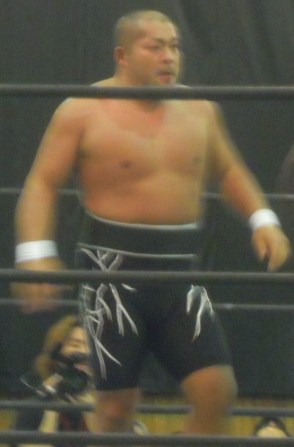
Tomohiro Ishii, recordman du nombre de possessions du titre avec 6 règnes.

| Rang | Catcheur           | Règnes | Défenses | Jours |
| ---- | ------------------ | ------ | -------- | ----- |
| 1    | Shingo Takagi      | 5      | 9        | 530   |
| 2    | Tomohiro Ishii     | 6      | 6        | 514   |
| 3    | Hirooki Gotō       | 5      | 7        | 424   |
| 4    | Minoru Suzuki      | 2      | 4        | 322   |
| 5    | Masato Tanaka      | 1      | 4        | 314   |
| 6    | Katsuyori Shibata  | 3      | 6        | 309   |
| 7    | Togi Makabe        | 2      | 2        | 207   |
| 8    | Karl Anderson      | 1      | 2        | 206   |
| 9    | Evil               | 3      | 3        | 204   |
| 10   | Tama Tonga         | 4      | 1        | 196   |
| 11   | Jay White          | 1      | 1        | 194   |
| 12   | Kōnosuke Takeshita | 1      | 6        | 162   |
| 13   | David Finlay       | 1      | 1        | 159   |
| 14   | Tetsuya Naitō      | 1      | 2        | 135   |
| 15   | Kenta              | 1      | 2        | 127   |
| 16   | Yujiro Takahashi   | 1      | 1        | 106   |
| 17   | Henare             | 1      | 0        | 105   |
| 18   | Hiroshi Tanahashi  | 1      | 0        | 93    |
| 19   | Will Ospreay       | 1      | 1        | 92    |
| 20   | Taichi             | 2      | 0        | 84    |
| 21   | Yūji Nagata        | 1      | 0        | 47    |
| 22   | Jeff Cobb          | 1      | 0        | 27    |
| 23   | Kōta Ibushi        | 1      | 0        | 26    |
| 24   | Michael Elgin      | 1      | 0        | 8     |
| 25   | Boltin Oleg (en)   | 1      | 0        | 0+    |